# Michel Marescot
Pour les articles homonymes, voir Marescot.
Michel Marescot, né le 12 août 1539 à Vimoutiers, mort le 20 octobre 1605 à Paris, est un médecin français, premier médecin du roi Henri IV.

## Biographie
La famille des Marescot, qui était d’originaire d’Italie, a passé les Alpes, après avoir pris, lors de la guerre des Guelphes et des Gibelins, le parti des premiers contre les seconds, pour venir s’établir en France, dès 1388.
Michel Marescot naît en août 1539, à Vimoutiers, alors que les revers de fortune de la famille ont obligé son père à se livrer au commerce. Resté orphelin en bas âge, il passe sous la tutelle de son frère ainé, qui l’ envoie étudier à Paris, dès l’âge de neuf ans.
Comme il a peu d’appétence pour l’état ecclésiastique auquel le destinait son frère, il s’avance de lui-même, étudiant beaucoup et faisant en peu de temps les progrès les plus rapides dans les lettres, au point d’enseigner publiquement la philosophie, à l’âge de dix-huit ans seulement, et comptant l’historien Jacques Auguste de Thou parmi ses étudiants. 
En 1564, alors qu’il professe encore au collège de Bourgogne, il est élu, à la première année de son baccalauréat, recteur de l’université, le 16 décembre 1564. Sous son rectorat, avec le conseil de Pierre de La Ramée et de Jacques Charpentier, il refuse aux Jésuites leur incorporation à l’université, au motif que le clergé régulier est inadmissible, et que nombre de leurs statuts et vœux contreviennent aux principes et aux lois du royaume.
Après avoir professé quelque temps la philosophie, il suit les cours du médecin Jacques Dubois et est reçu docteur de la faculté de médecine de Paris, deux années après, sous la présidence d’André Pardoux, le 17 octobre 1566. 
Après avoir obtenu son doctorat, il professe dans les écoles, démontrant publiquement l’anatomie dans l’amphithéâtre des écoles de médecine, où ses leçons sont très suivies. On lui doit en partie les noms des muscles du larynx, du pharynx, de la langue et de l’os hyoïde. Il s’ applique tout particulièrement à former les chirurgiens non lettrés, leur apprenant la dissection, l’art des opérations et la manière de la démonstration.
En 1588, la faculté de médecine le choisit comme doyen. Sous son décanat, les chirurgiens non-lettrés ayant suivi depuis longtemps, avec assiduité et docilité les leçons de l’amphithéâtre, et en ayant bien profité, obtiennent, sur leur requête, un témoignage et un certificat honorable de leur capacité dans toutes les parties manuelles de la chirurgie. Son décanat été prolongé l’année suivante. 
Loin de limiter sa carrière à l’enseignement, il pratique également  la médecine à la ville, où sa grande réputation lui acquiert l’estime et l’amitié de tous les Parisiens distingués. Monté à la Cour, il est nommé premier médecin d’Henri IV, en 1595. Il préfère néanmoins pratiquer la médecine à Paris plutôt qu’être attaché à la Cour.
Henri IV, d’une santé robuste et n’ayant pas besoin d’un médecin assidu auprès de sa personne, le renvoie souvent à Paris, même dans les plus grands troubles et au plus fort de la rébellion de la ville aux mains de la Ligue catholique. Il joue donc un rôle d'espion : se répandre dans la capitale, écouter les discours, observer les mouvements des Parisiens, et en rendre compte pendant la nuit, un médecin paraissant occupé de sa profession et faisant des visites d’un endroit à un autre n’étant guère suspect. Pour le récompenser de sa fidélité et de son zèle, le roi  restaure les statuts de sa famille en lui accordant des lettres de noblesse, expédiées en mars 1596 (enregistrées en la cour des aides le 22 avril 1597, confirmées par lettres du 19 juillet 1602, vérifiées en février et avril 1603).
En 1599, il se voit confier le soin d'aller en province avec deux collègues pour étudier un cas de « possession par le démon », celui de Marthe Brossier. Il conclut à une falsification et publie un mémoire de 48 pages : Discours véritable sur le faict de Marthe Brossier de Romorantin, prétendue démoniaque (lire en ligne sur Gallica).
En juillet 1605, il est atteint par la goutte. Sans cesser de voir ses malades, leur disant qu'il espère les guérir, mais qu'il n'en espère pas tant pour lui-même, il s’ éteint le 20 octobre, âgé de 66 ans, au milieu de ses enfants et de ses amis, sans souffrance et avec une résignation toute particulière. Il est inhumé à l’église Saint-Merri, de sa paroisse. Il est remplacé dans ses fonctions d’archiatre par André du Laurens.
Il avait épousé, vers 1570, Jeanne Vaudor, veuve de Jean Duchon, docteur en médecine, fille de Nicolas Vaudor, essayeur de la monnaie, et de Geneviève Huvé.
Il fut le père de Guillaume Marescot, maitre des requêtes, et le grand-père de Michel Marescot, qui occupa également cette fonction. 
Sa première biographie a été écrite par son contemporain Jean Papire Masson.

### Iconographie
- Son portrait aurait été perdu ou volé[11].

### Éponymie
- Allée Michel Marescot, à Lisieux, nommée en son honneur[α 2].

## Publications
- (la) Disputatio de ideis et universis, ex Platonis et Aristotelis sententia, in qua refellitur error de communibus naturis, Paris, 1563.
- (la) Francesci Titelmani dialectica puriori sermone donata opera Michaelis Marescotii Lexoviensis : Adjecta sunt margini utilissima scholia, quæ propria hujus artis vocabula tum græca tum latina continent : ut his philosophiæ rudes assuescant, Paris, Thomas Richard, 1565 (lire en ligne).
- Discours véritable sur le faict de Marthe Brossier de Romorantin, prétendue démoniaque, Paris, Mamert Patisson, 1599, viii-48, in-8° (lire en ligne sur Gallica).